# Noșlac (gmina)
Noșlac – gmina w Rumunii, w okręgu Alba. Obejmuje miejscowości Căptălan, Copand, Găbud, Noșlac, Stâna de Mureș i Valea Ciuciului. W 2011 roku liczyła 1661 mieszkańców. 